# Бенцинг, Йоханнес
Йоханнес Бенцинг (нем. Johannes Benzing); 13 января 1913, Филлинген-Швеннинген, Германия — 16 марта 2001, Бовенден под Геттингеном, Германия) — немецкий тюрколог, востоковед.

## Биография
В июне 1936 года он стал членом СА.
В 1936 году поступил в Берлинский университет, где изучал исламскую филологию, тюркологию и монголистику. Во время пребывания в университете Бенцинг занимался тюркскими языками Внутренней Азии и Поволжья, прежде всего чувашским языком. 
С 1937 года он занимал различные должности в партийной организации НСДАП.  С 1939 работал переводчиком в Министерстве иностранных дел Германии. Подал заявление о приеме в нацистскую партию 5 июля 1940 года; вступил в нацистскую партию 1 октября 1940 года.
С 1942 года — советник правительства Германии. Является автором немецко-чувашского разговорника (1943) для военнослужащих, занятых в лагерях по содержанию советских военнопленных-чувашей.
В 1949—1956 Бенцинг являлся редактором-переводчиком посольства Федеративной Республики Германии в Париже. В 1956—1963 годах — консул по делам культуры в Стамбуле.
С 1963 году заведовал кафедрой исламской филологии и культуры в Университете им. Йоханнеса Гуттенберга в Майнце, в 1966 избран действительным членом Майнцской академии наук и литературы. В 1960—1980 вёл на Восточном семинаре Майнцского университета занятия по многим тюркским, тунгусо-маньчжурским, иранским, монгольским, нивхскому, кетскому и арабским языкам, готовил по ним учебные пособия. 
В 1981 году ушёл в отставку.

## Награды
- Золотая медаль Постоянной международной конференции по алтаистике (Permanent International Altaistic Conference).

## Сочинения
- Kleine Einführung in tschuwaschische Sprache. Berlin, 1943;
- Deutsch-tschuwaschisches Wörterzeichnis nebst kurzem tschuwaschischen Sprachführer. Berlin, 1943;
- Kritische Beiträge zur Altaistik und Turkologie. Festschrift für Johannes Benzing. Hg. von Johanson Lars / Schönig Claus. Turcologica, Bd. 3. Wiesbaden, 1988;
- Bolgarisch-tschuwaschische Studien. Hg. von Schönig Claus Turcologica, Bd. 12. Wiesbaden, 1993.